# (8811) Waltherschmadel
(8811) Waltherschmadel (1982 UX5) – planetoida z grupy pasa głównego asteroid okrążająca Słońce w ciągu 4,51 lat w średniej odległości 2,73 au. Odkryta 20 października 1982 roku.